# Kapela Gospe Fatimske u Sigetu
Kapela Gospe Fatimske katolička je kapela koja se nalazi u gradskoj četvrti Novi Zagreb - istok u zagrebačkom naselju Siget. Kapela postoji od 1977. godine, a smještena je u prizemlju pastoralnog centra koji se nalazi u sklopu župne crkve Uzvišenja Svetog Križa.

## Galerija
- Ulaz u kapelu
- Kip ispred ulaza
- Prizemlje pastoralnog centra
- Unutrašnjost kapele